# Славянец (футбольный клуб)
«Славянец» (укр. Слов'янець) — украинский футбольный клуб из города Конотоп Сумской области. Проводил домашние матчи на стадионе «Юность».

## История
Клуб был основан в начале 90-х годов XX века и первоначально принимал участие в соревнованиях местного уровня. В сезоне 1996/97 команда дебютировала в любительских чемпионате (в котором смогла занять второе место в своей группе, пропустив вперёд только роменский «Электрон») и кубке Украины. Уже перед началом сезона 1997/98 клуб был заявлен для участия во второй лиге. Дебютную игру на профессиональном уровне команда провела 31 июня 1997 года, в Стаханове уступив местному «Шахтёру» со счётом 3:0. Несмотря на неудачное начало, «Славянец» завершил чемпионат на довольно высоком 7-м месте в турнирной таблице своей группы, однако для участия в следующем сезоне второй лиги команда уже не заявлялась. После этого клуб принял участие в любительском чемпионате Украины, однако, отыграв полгода, снялся с турнира и вскоре был расформирован. В течение выступлений на профессиональном уровне главным тренером команды был Александр Грязев

## Выступления в чемпионатах Украины
| Сезон   | Дивизион            | Место в чемпионате | И  | В  | Н  | П | ГЗ | ГП | О  | Кубок Украины        |
| ------- | ------------------- | ------------------ | -- | -- | -- | - | -- | -- | -- | -------------------- |
| 1997/98 | Вторая лига Украины | 7 из 17            | 30 | 11 | 12 | 7 | 27 | 27 | 45 | Предварительный этап |